# Giovanni Delise
Giovanni Delise (Isola d'Istria, 1º novembre 1907 – Isola d'Istria, 19 maggio 1947) è stato un canottiere italiano, medaglia d'oro nella gara di quattro con nel Canottaggio ai Giochi olimpici di Amsterdam 1928 insieme a Valerio Perentin, Giliante D'Este, Nicolò Vittori e al timoniere Renato Petronio.

## Palmarès
| Anno | Manifestazione  | Sede      | Evento      | Risultato |
| ---- | --------------- | --------- | ----------- | --------- |
| 1928 | Giochi olimpici | Amsterdam | Quattro con | Oro       |